# Mundus Novus

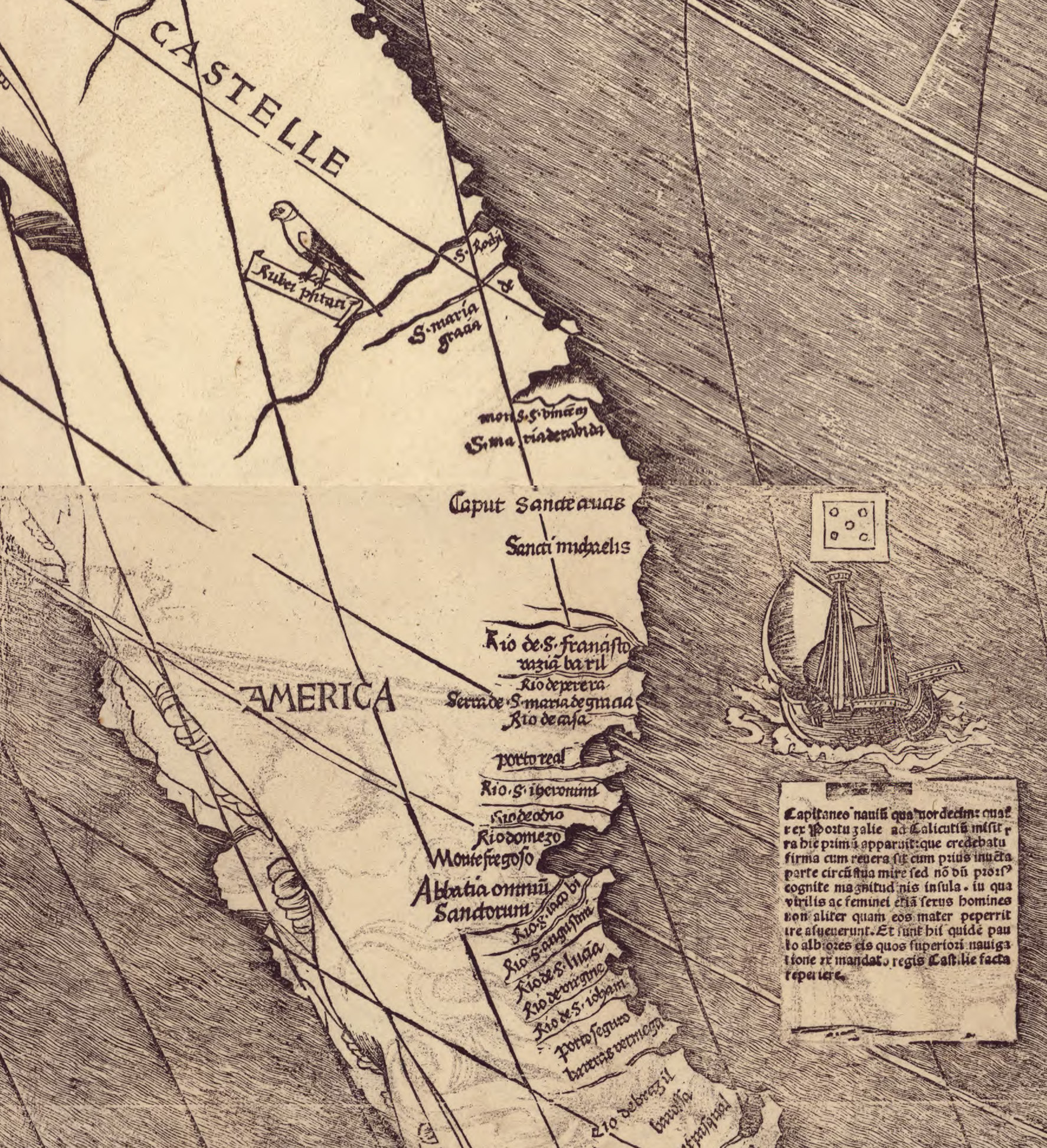
Detail der Waldseemüller-Karte von 1507, auf der wegen der Erkenntnisse von Mundus Novus erstmals der Name „America“ für den neu entdeckten Kontinent erscheint.

Mundus Novus („Neue Welt“) ist der Titel eines Reiseberichts von Amerigo Vespucci aus dem Jahr 1502, der erstmals feststellte, dass es sich bei den seit der Fahrt des Christoph Kolumbus im Jahr 1492 neu entdeckten Landmassen westlich des Atlantik nicht um Asien, sondern um einen bis dahin völlig unbekannten, neuen Kontinent handelte. Diese das damalige Weltbild umstürzende Erkenntnis veranlasste den deutschen Kartographen Martin Waldseemüller auf seiner Weltkarte von 1507, abgeleitet von Vespuccis latinisiertem Vornamen, für den neuen Erdteil  die Bezeichnung „Amerika“ vorzuschlagen. 

## Textüberlieferung
Vespucci sandte seinen Bericht als Brief an den florentinischen Adligen Lorenzo di Pierfrancesco de Medici. Das in italienischer Sprache verfasste Original ist verloren gegangen. Als maßgebliche Fassung gilt die bereits 1503 erschienene lateinische Übersetzung, die nach Ansicht von Richard Henry Major durch Giovanni Giocondo besorgt wurde. Sie fand nach ihrem Erscheinen als Flugschrift in ganz Europa viele Leser und wurde in mehrere Sprachen (Deutsch, Französisch, Niederländisch, Italienisch) übersetzt. So trug Mundus Novus wesentlich dazu bei, die Tatsache der Existenz eines neuentdeckten Kontinents und den Namen Amerigo Vespucci in der Öffentlichkeit bekannt zu machen und ihn als Namensgeber für den neu entdeckten Kontinent zu empfehlen.
Im 600. Jubiläumsjahr der Universität Rostock wurde 2019 eine Folio-Ausgabe, die 1505 durch den Ratsherrn Hermann Barckhusen gedruckt worden war, aus Privatbesitz für 200.000 € gekauft und in der Jubiläumsausstellung gezeigt.
Heute wird Mundus Novus wegen seines verhältnismäßig einfachen Lateins und seiner interessanten Inhalte als Anfangslektüre im schulischen Lateinunterricht verwendet.

## Inhalt
Vespucci berichtet in Mundus Novus von seiner dritten Reise in die Neue Welt, die er von Mai 1501 bis September 1502 von Lissabon aus im Auftrag des portugiesischen Königs unternommen hatte. Nach langer und stürmischer Überfahrt gelangte er am 7. August 1501 an die nordbrasilianische Küste, an der entlang er mehrere Monate nach Süden segelte. In dieser Zeit traf er bei Landgängen mehrfach auf Einheimische und lernte ihre exotischen Sitten und Gebräuche kennen. Diese stellt Vespucci in seinem Bericht ausführlich dar, wobei insbesondere Kannibalismus, Piercing und Sexualität der Indios in sehr detaillierter und drastischer Direktheit beschrieben werden. Es folgen außerdem kurze Schilderungen zu Vegetation und Klima. Vespucci stellt auch seine eigenen Kenntnisse in Kosmografie heraus und behauptet, dass die Reise ohne seine Fachkenntnisse nie geglückt wäre. Laut seiner Schätzung wurde im Rahmen der Fahrt ein Viertel der Erde umsegelt.
Die Existenz riesiger Flüsse wie des Amazonas brachten Vespucci zu der Erkenntnis, dass Brasilien keine Insel sein könne, sondern Teil eines großen Kontinents sein müsse. Dessen Bevölkerung, Flora und Fauna unterschieden sich völlig von den damals bekannten Beschreibungen Asiens. Zudem erstreckte sich das Land viel weiter nach Süden als dies von der ostasiatischen Küste bekannt war. Aus all dem schloss Vespucci, anders als Kolumbus und alle Amerikareisenden und Kartographen vor ihm, dass dieser Erdteil nicht mit Asien identisch sein könne.

## Textausgaben
- Joachim Klowski, Eckart Schäfer: Mundus novus (= Altsprachliche Textausgaben, Sammlung Klett). Lateinische Texte zur Eroberung Amerikas. Verbesserte und erweiterte Ausgabe, Klett Schulbuchverlag, Leipzig u. a. 1991, ISBN 3-12-656610-3; dazu Lehrerkommentar. Klett Schulbuchverlag, Leipzig u. a. 1991, ISBN 3-12-656630-8 (deutsche Übersetzung und Kommentar)
- Joachim Klowski: Mundus Novus. Amerigo Vespuccis Brief über die Entdeckung der „Neuen Welt“. (Disputanda), Klett Schulbuchverlag, Leipzig u. a. 2002, ISBN 3-12-643260-3
- Robert Wallisch (Hrsg.): Der Mundus Novus des Amerigo Vespucci. Text, Übersetzung und Kommentar. 3., überarbeitete Auflage. Verlag der Österreichischen Akademie der Wissenschaften, Wien 2012, ISBN 978-3-7001-3069-7
- Norbert Schulz (Hrsg.): Amerigo Vespucci: Mundus Novus (mit Zweittexten) (= Neulateinische Texte für den altsprachlichen Unterricht. Vivarium, Series neolatina. Band 2). MMO Verlag zur Förderung des Mittel- und Neulateinischen, Butjadingen 2007, ISBN 978-3-9811144-2-3

## Einzelbelege
1. ↑  Memoir on a mappemonde by Leonardo da Vinci, being the earliest map hitherto known containing the name of America, now in the Royal Collection at Windsor. J.B. Nichols and Sons, London 1865 (archive.org)., Seite 33.
2. ↑  J. Mangler: Seltene Drucke aus der Neuen Welt zurück. Schweriner Volkszeitung, 15. Juni 2019, abgerufen am 19. Juni 2019.